# 차세정 (언론인)
차세정(1976년 ~ )은 대한민국의 KBS 보도본부 기자이다.

## 학력
- 95학번 서울대학교 음악대학 기악과 학사
- 00학번 서울대학교 경영대학원 마케팅 석사

## 경력
- 2001년 10월 KBS 보도국 29기 공채 기자
- 2002년 KBS 보도본부 사회팀 기자

## 진행

### 과거 텔레비전
- KBS 8 아침 뉴스타임 문화가 소식 진행(2TV)
- 연예가중계 연예가 소식 진행(2TV)

## 참고 자료
- 차세정 네이버 인물검색